# Técnico em agropecuária
O técnico em agropecuária é uma formação no qual se obtém conhecimentos para atuação em diversas áreas da agropecuária.

## No Brasil
No Brasil, o técnico em agropecuária é um profissional com formação de nível médio, que atua em todas as cadeias da produção agropecuária, desde a Assistência Técnica e Extensão Rural até a comercialização da produção agropecuária e de insumos agrícolas. O Guia das Profissões estabelece que este profissional "Administra e planeja atividades agropecuárias, como cultivo agrícola, manejo de animais, bovinos, ovinos e equinos, reprodução e controle zootécnico. Acompanha preparo de solo, plantio e tratos culturais, prepara pastagens e qualidade da criação de animais.
O técnico em agropecuária pode também ser definido como técnico agrícola, cuja definição também dada como sendo "todo o profissional que seja formado em Instituições Agrícolas, diplomado por instituição oficial autorizada e/ou reconhecida, regularmente constituída nos termos da Lei de Diretrizes e Bases da Educação Nacional, ou então que tenha sido diplomado por instituto agrotécnico estrangeiro e seu diploma revalidado no Brasil".
A atuação deste profissional é regulamentada pelo Decreto 90.922, de 06 de fevereiro de 1985, que estabelece em seu terceiro artigo as atribuições pertinentes a este profissional, que são as seguintes:
1. conduzir a execução técnica dos trabalhos de sua especialidade;
2. prestar assistência técnica no estudo e desenvolvimento de projetos e pesquisas tecnológicas;
3. orientar e coordenar a execução dos serviços de manutenção de equipamentos e instalações;
4. dar assistência técnica na compra, venda e utilização de produtos e equipamentos especializados;
5. responsabilizar-se pela elaboração e execução de projetos compatíveis com a respectiva formação profissional.